# Cap Carbon
Cap Carbon är en udde i Algeriet.   Den ligger i provinsen Béjaïa, i den norra delen av landet, 180 km öster om huvudstaden Alger.
Terrängen inåt land är lite kuperad. Havet är nära Cap Carbon åt nordost.  Närmaste större samhälle är Béjaïa, 2,9 km sydväst om Cap Carbon. 